# Медведи (Брянская область)
Медведи — село в Красногорском районе Брянской области России. Входит в состав Макаричского сельского поселения.

## География
Село находится в западной части Брянской области, в зоне хвойно-широколиственных лесов, в пределах восточной окраины Полесской низменности, на правом берегу реки Десенки, при автодороге 15К-1511, на расстоянии примерно 19 километров (по прямой) к северо-востоку от посёлка городского типа Красная Гора, административного центра района. Абсолютная высота — 150 метров над уровнем моря.

### Климат
Климат характеризуется как умеренно континентальный. Среднегодовая многолетняя температура воздуха составляет 10 °С. Средняя температура воздуха самого тёплого месяца (июля) — 23,9 °C (абсолютный максимум — 32 °C); самого холодного (января) — −3,8 °C (абсолютный минимум — −25 °C). Безморозный период длится в среднем 170—190 дней. Среднегодовое количество атмосферных осадков составляет 550—600 мм.

### Часовой пояс
Село Медведи, как и вся Брянская область, находится в часовой зоне МСК (московское время). Смещение применяемого времени относительно UTC составляет +3:00.

## История
Возникло не позднее 1 половине XVII в.; с середины XVII в. принадлежало старо-дубскому магистрату, в XVIII в. - владение Елинского, Березовского, затем Гудовичей (казачьего населения не имело). Приход Покровской церкви упоминается с 1736; в 1794 графом Гудовичем была построена каменная церковь, разобранная в начале XX в. (совр. каменное здание сооружено в 1908-1912 на средства князя Баратова; частично разобрано в 1970-х гг., не действует). В XIX в. действовал винокуренный завод, проводилась ежегодная ярмарка. До 1781 входило в Новоместскую сотню Стародубскогл полка; с 1782 по 1921 в Суражском уезде (с 1861 - в составе Заборской вол.); в 1921-1929 в Клинцовском уезде (Заборская вол.). С 1919 по 2005 - центр Медведевского с/с.
В середине XX в. - колхоз "Червонный усход".

## Население
| 2010 | 2013 |
| ---- | ---- |
| 369  | ↘302 |

### Национальный состав
1850 человек (1897), национальной структуре населения русские составляли 96 % из 549 человек (2002).